# Musée Paul-Émile-Victor à Prémanon
Le musée Paul-Émile-Victor est le premier musée des pôles de France  créé par Pierre Marc à Prémanon dans le Jura en 1987-1988 (architectes Jean-Michel Dubois et Olivier Gendrin) et dédié à l'explorateur Paul-Émile Victor. L'essentiel de sa collection polaire unique fait désormais partie de l'Espace des mondes polaires, complexe culturel et sportif dédié aux régions polaires, qui a succédé au premier musée en 2017 à Prémanon.

## Historique
Géré successivement par deux associations, le " Centre Paul-Émile Victor " de 1988 à 1997 et le " Centre Polaire Paul-Émile Victor " de 1998 à 2016, le musée polaire a été conçu comme un espace culturel consacré à l'exploration des régions polaires à travers le personnage de Paul-Emile Victor. Il a été édifié à Prémanon dans le Haut Jura à la frontière suisse près des Rousses, à 30 km de Saint-Claude dans le Jura franc-comtois où l'explorateur a passé une partie de son enfance et effectué de nombreux séjours lorsqu'il était en France.
Le musée d'origine a été inauguré en 1989 ; il a été placé en liquidation judiciaire en 1997 et autorisé à poursuivre provisoirement son activité. Il a fermé ses portes le 31 mars 2016 à la suite de la construction de l'Espace des Mondes polaires voisin,.

Musée Paul-Émile Victor
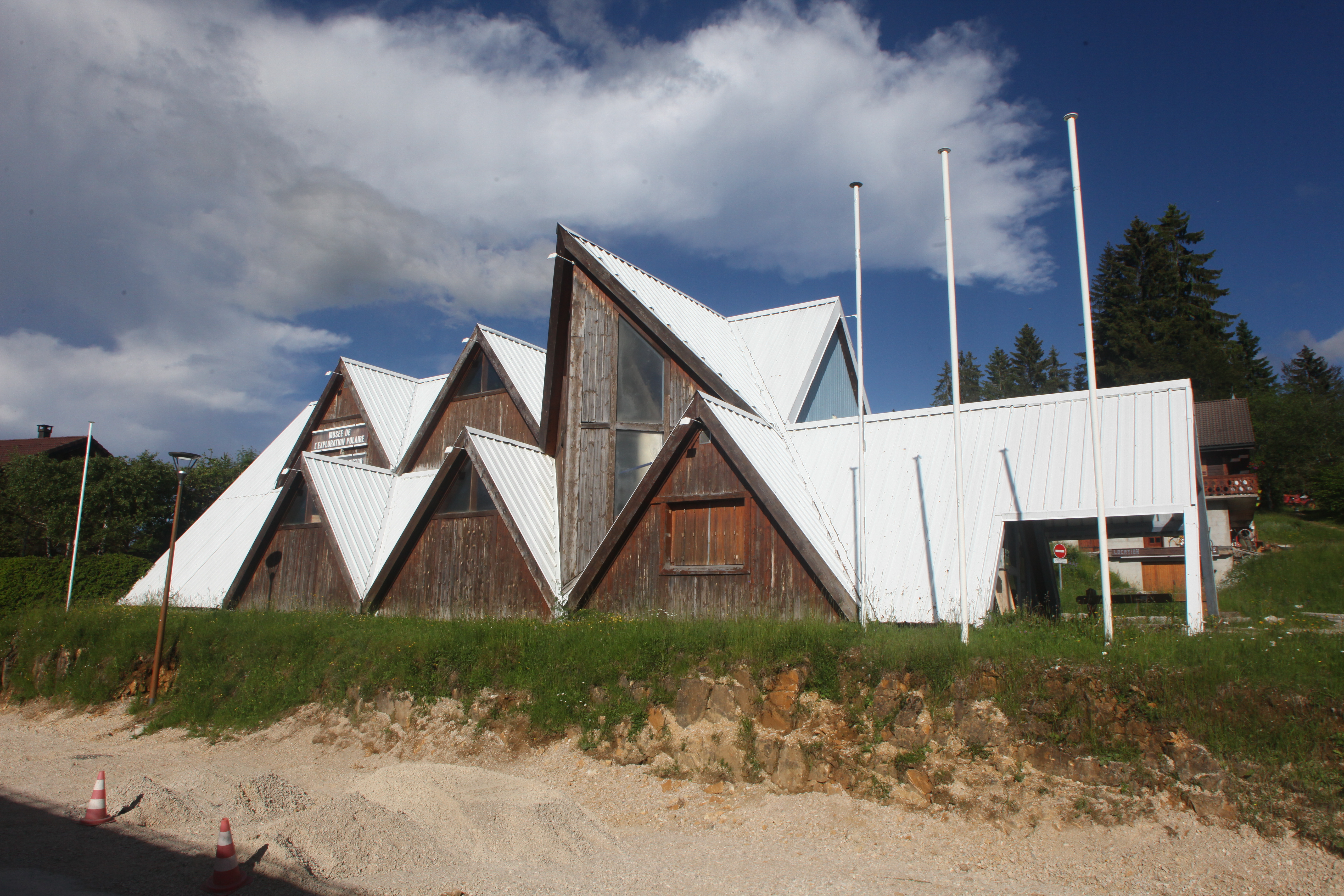
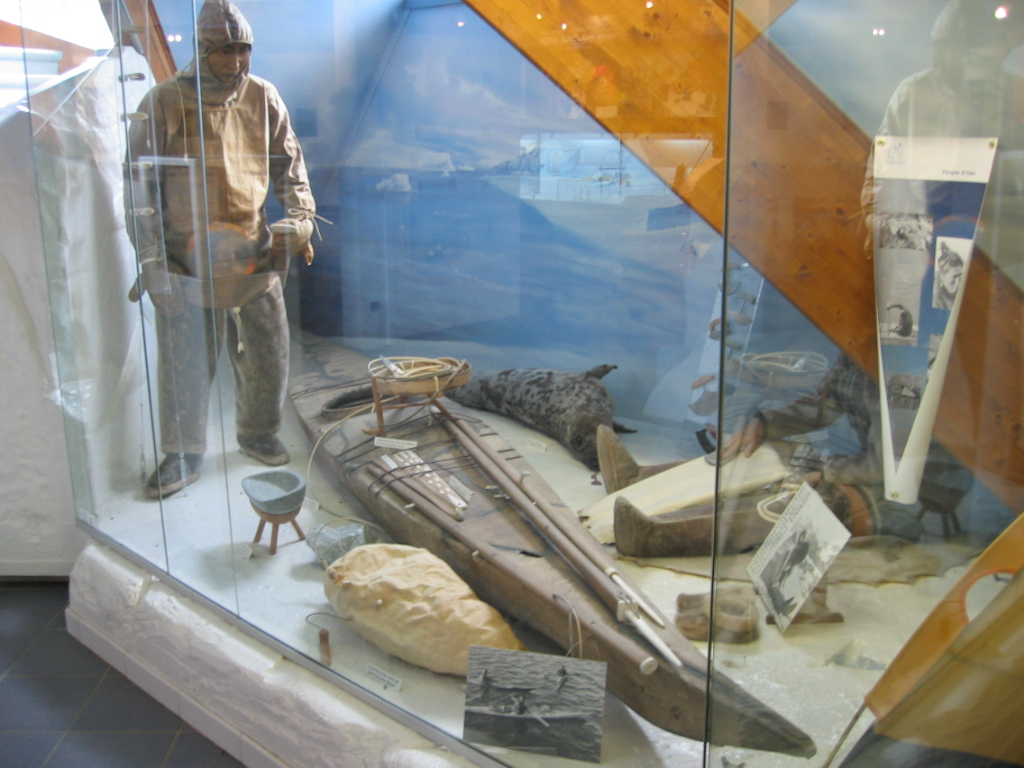
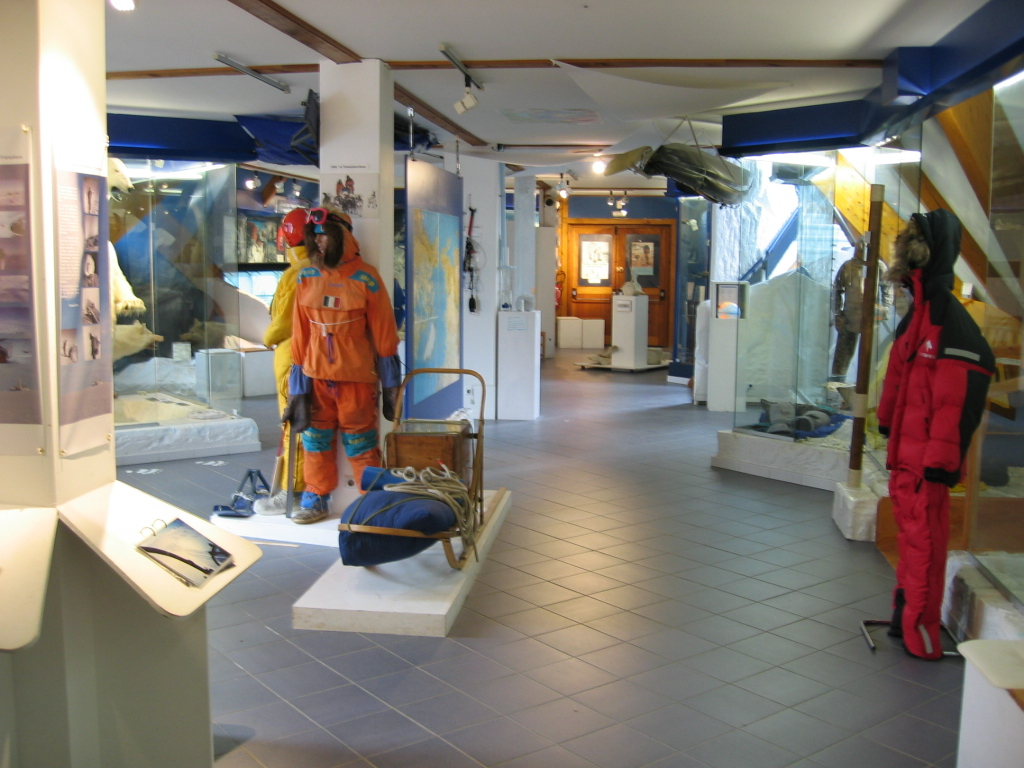
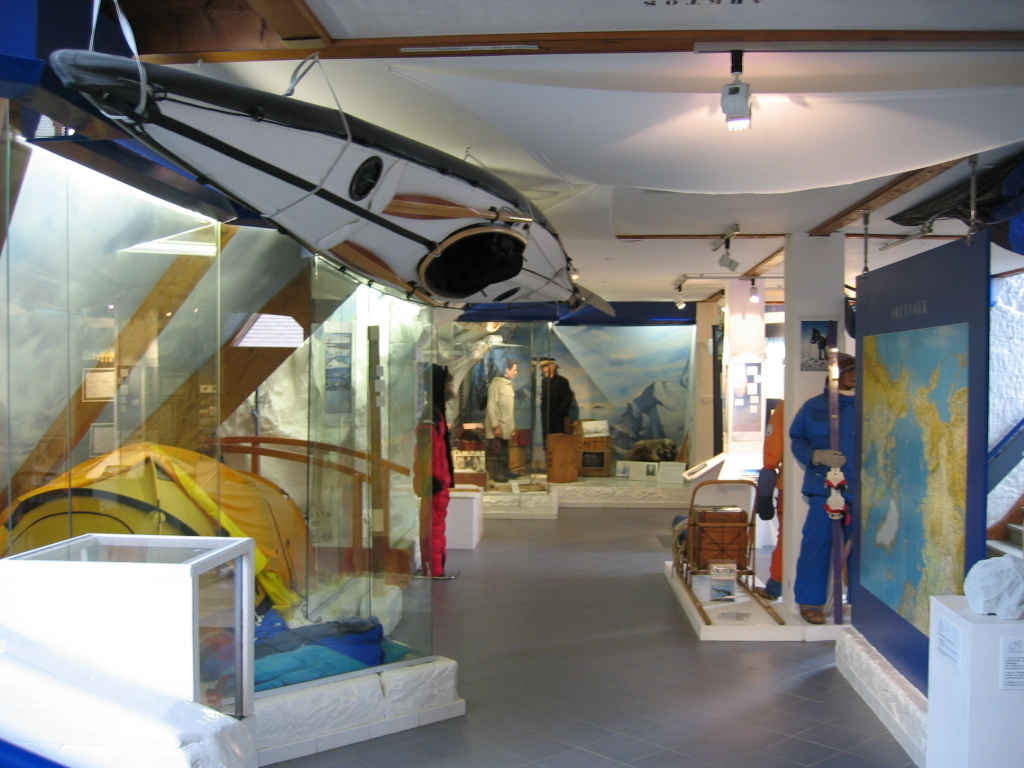
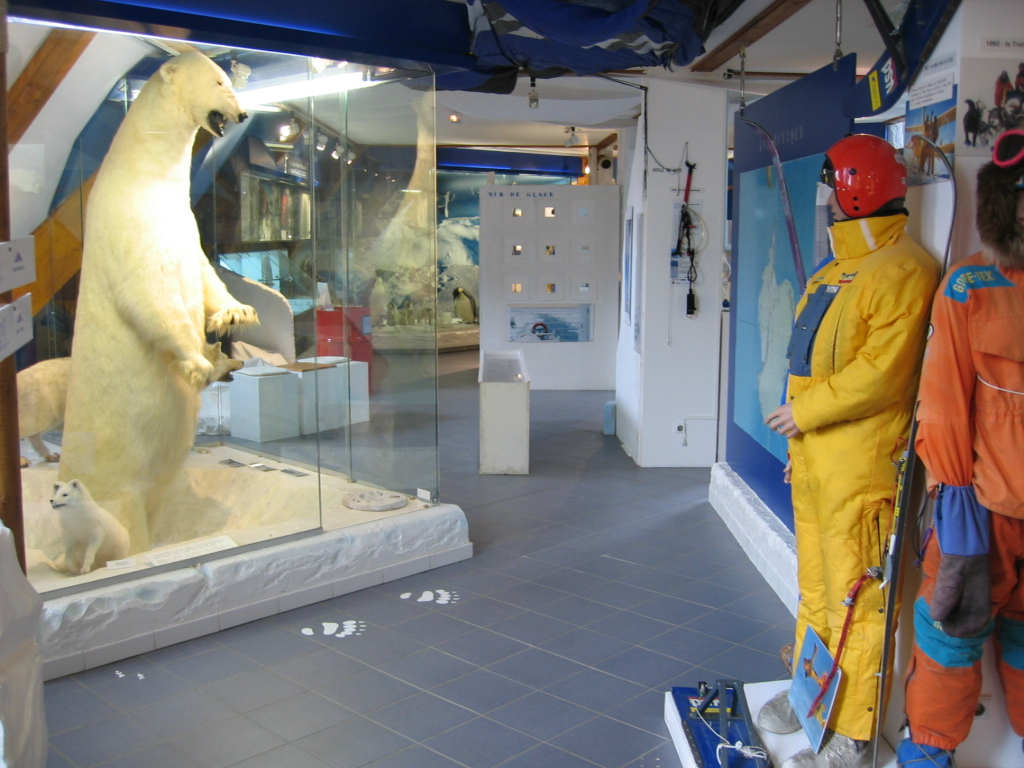